# Thubten Ngodup
Ne doit pas être confondu avec Thupten Ngodup.
Kuten
Lobsang Jigmé
Thubten Ngodup (tibétain : ཐུབ་བསྟན་དངོས་གྲུབ, Wylie : thub bstan dngos grub né le 13 juillet 1957 à Phari au Tibet) est le Kuten, oracle d'État du Tibet, et l'abbé du monastère de Nechung de Dharamsala en Inde.

## Biographie

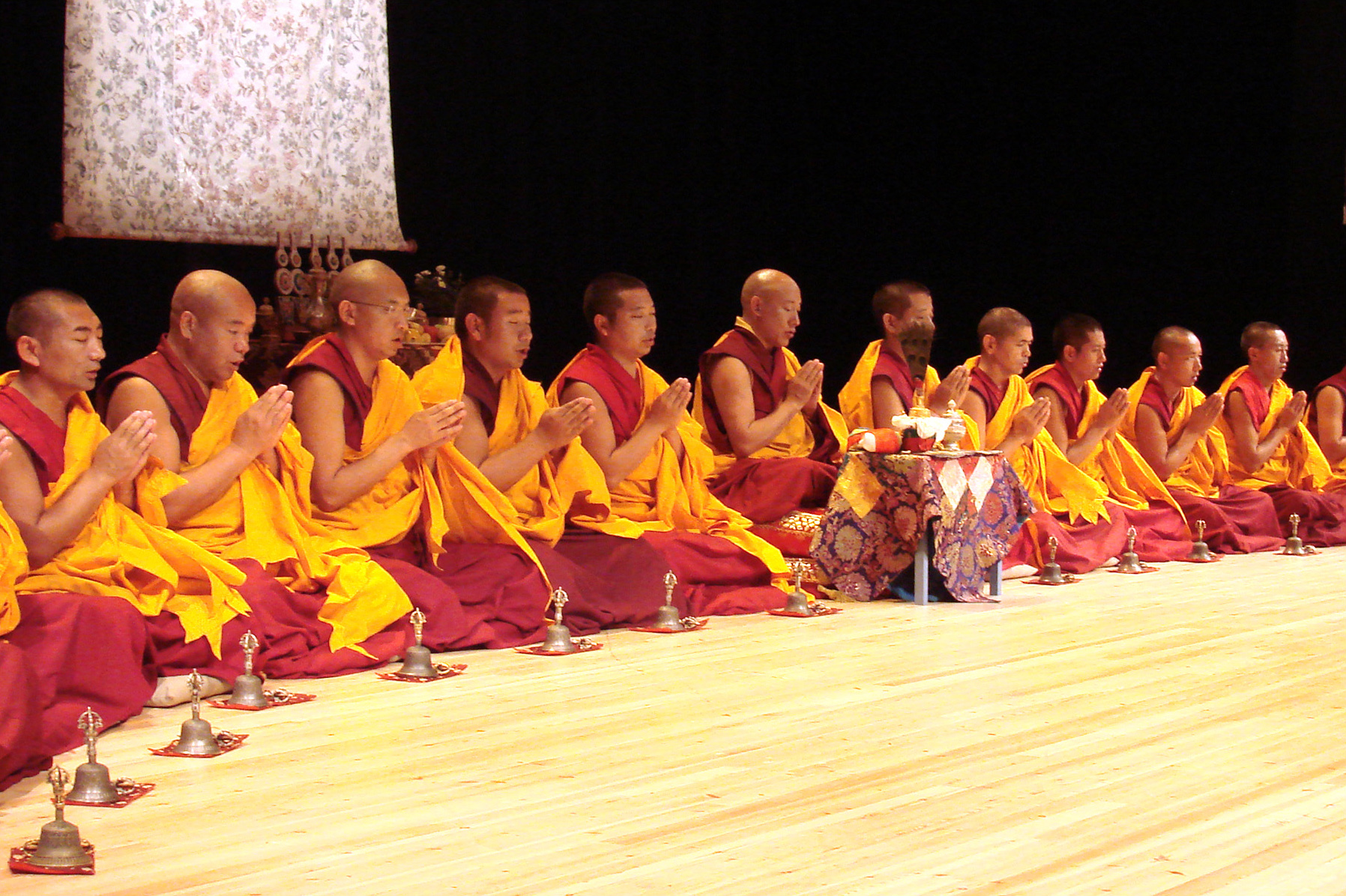
Thubten Nogdup, entouré de moines du monastère de Nechung de Dharamsala au Festival de l'imaginaire, 2010

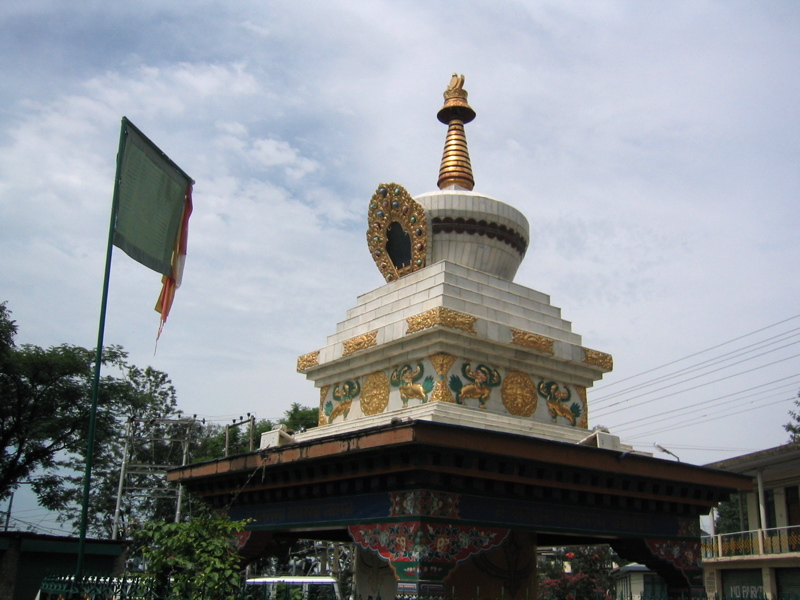
Stūpa construit par Thubten Ngodup à Gangchen Kyishong à Dharamsala et consacré par Garje Khamtrul Jamyang Dhondup

Thubten Ngodup est né à Phari au Tibet le 13 juillet 1957. Ses parents suivaient les enseignements de l'école sakyapa du bouddhisme tibétain. Son enfance est marquée par l'occupation chinoise et sa fuite du Tibet vers l'Inde.
Ayant appris que le gouvernement bhoutanais autorisait le transit et l'installation de réfugiés tibétains, la famille de Thubten Ngodup s'enfuit du Tibet pour le Bhoutan en 1966, passant par le col de Témola. À proximité de la frontière, avec sa famille, il fut confronté à 4 soldats bhoutanais simulant une expulsion vers le Tibet pour vérifier qu'ils n'étaient pas des espions déguisés en réfugiés. Un accord avait été passé entre Jigme Dorji Wangchuck et le dalaï-lama autorisant les Tibétains à transiter vers l'Inde. À Paro, ils rejoignent le camp de réfugiés de Jishing Khang dirigé par Kungo Lhading. Le quota de réfugiés au Bhoutan étant atteint, ils doivent rejoindre l'Inde. Ils sont amenés en camion dans le camp de Phuntsog Ling dirigé par Kungo Loten situé près de la frontière indo-bhoutanaise. Ils rejoignirent Dharamsala. 
En 1970, il rencontre Tenzing Paljor, le kuten de l'oracle de Gadong, et entre au monastère de Gadong reconstitué à Dharamsala. Peu après, en 1971, Thubten Ngodup devint moine du monastère de Netchung. Le 31 mars 1987, il perdit connaissance lors d'une cérémonie, ce qui donna à penser qu'il aurait pu être le médium d'un esprit protecteur du dalaï-lama et du gouvernement tibétain. Le 4 septembre 1987, après une audience avec le dalaï-lama, il fut intronisé comme médium (tibétain : Kuten), l'Oracle d'État du Tibet,. Il est régulièrement consulté par le 14e dalaï-lama.
En 1990, Thubten Ngodup effectua un rituel de purification au temple bouddhiste de Saint-Pétersbourg, une demande qui lui fut formulée par des Mongols de Mongolie alors qu’il participait la même année à la réunion internationale de la Conférence asiatique bouddhiste pour la paix, présidée par Bakula Rinpoché.
Pour restaurer le collège de Drépung Deyang, siège de Chogpa Jangchub Palden, il construisit le nouveau collège de Deyang avec l'ensemble de ses statues et rituels.

## Prophéties sur l'avenir du Tibet
En 1996, le dalaï-lama cita un pronostic de l'oracle de Nechung qui en transe lui indiqua que Dorjé Shukden était une menace pour sa sécurité personnelle et l'avenir du Tibet.
Au sujet de l’avenir du Tibet, Thubten Ngodup déclara en 2009 : « Le protecteur dit qu’on est proche du lever du soleil si on suit ce que préconise le Dalaï Lama ».

## Film
Maud Kristen a rencontré Thubten Ngodup, en Inde, lors d’un pèlerinage à Rewalsar, et à Dharamsala. Deux films décrivent leurs échanges : 
- Françoise Bottereau, Michel Gardey, Dawa Thondup, L’oracle d’État du Tibet, documentaire sur la vie de Thubten Ngodup, oracle de Nechung ;
- Françoise Bottereau, Dawa Thondup, Spiritualité et clairvoyance, documentaire tourné à Dharamsala (en Inde, lieu de résidence du dalaï-lama depuis 1959) avec Thupten Ngodup, Oracle de Nechung[12].

## Autobiographie
- Nechung, l'oracle du Dalaï-lama, avec Françoise Bottereau-Gardey et Laurent Deshayes, préface Garje Khamtrul Jamyang Dhondup, Presses de la Renaissance, Paris, avril 2009,  (ISBN 978-2-7509-0487-6)